# チョン・ソンテ
チョン・ソンテ（全成太、1969年 - ）とは、韓国の小説家。

## 経歴
全羅南道高興郡生まれ。5男1女の6人兄弟の5人目で、幼年期は農業に忙しい親に代わって末っ子を世話したため、9歳にようやく小学校に入学した。中央大学校文芸創作学科および同大学院修了。
1994年、農村の若者の半日を風刺的な筆致で描いた短編「鶏追い」で実践文学新人賞を受賞し文壇デビュー。その作品は中学・高校の教科書にも掲載されている。
短編集『狼』で蔡萬植文学賞と無影文学賞をダブル受賞したほか、短編集『二度の自画像』で李孝石文学賞を受賞した。2017年には『狼』の英訳がアメリカで刊行されている。

## 邦訳作品
- 『遠足』小山内園子 訳、クオン、韓国文学ショートショート、2018年10月
- 『二度の自画像』吉良佳奈江 訳、東京外国語大学出版会、物語の島アジア、2021年5月